# Hans Schwarzenbach
Hans Robert Schwarzenbach-Veillon (Langnau im Emmental, 24 de mayo de 1913-Zúrich, 18 de septiembre de 1993) fue un jinete suizo que compitió en la modalidad de concurso completo.
Participó en dos Juegos Olímpicos de Verano en los años 1952 y 1960, obteniendo una medalla de plata en Roma 1960 en la prueba por equipos. Ganó dos medallas en el Campeonato Europeo de Concurso Completo, oro en 1959 y bronce en 1953.

## Palmarés internacional
| Juegos Olímpicos   | Juegos Olímpicos        | Juegos Olímpicos  | Juegos Olímpicos |
| Año                | Lugar                   | Medalla           | Categoría        |
| ------------------ | ----------------------- | ----------------- | ---------------- |
| 1960               | Roma (Italia)           | Medalla de plata  | Por equipos      |
| Campeonato Europeo |                         |                   |                  |
| Año                | Lugar                   | Medalla           | Categoría        |
| 1953               | Badminton (Reino Unido) | Medalla de bronce | Individual       |
| 1959               | Harewood (Reino Unido)  | Medalla de oro    | Individual       |